# Grčka ženska vaterpolska reprezentacija
Grčka ženska vaterpolska reprezentacija predstavlja državu Grčku u športu vaterpolu.

## Nastupi na velikim natjecanjima

### Svjetska prvenstva
- 2019.: 8. mjesto

### Europska prvenstva
- 1989.: 7. mjesto
- 1991.: 7. mjesto
- 1993.: 7. mjesto
- 1995.: 4. mjesto
- 1997.: 7. mjesto
- 1999.: 5. mjesto
- 2001.: 4. mjesto
- 2003.: 5. mjesto
- 2006.: 6. mjesto
- 2008.: 6. mjesto
- 2010.:  srebro
- 2012.:  srebro
- 2014.: 6. mjesto
- 2016.: 5. mjesto
- 2018.:  srebro
- 2020.: 6. mjesto